# Вики, Кристина, Барселона
„Вики, Кристина, Барселона“ (на английски: Vicky Cristina Barcelona) e романтична трагикомедия, написана и режисирана от Уди Алън, която излиза на екран през 2008 година. Главните роли се изпълняват от Хавиер Бардем, Скарлет Йохансон, Ребека Хол и Пенелопе Крус. Филмът е приет възторжено от критиците и публиката.

## Сюжет
Сценарият разказва историята на двете млади американки Вики (Хол) и Кристина (Йохансон), които прекарват едно цяло лято в Барселона. Там те се запознават с художника Хуан Антонио (Бардем), от когото са привлечени и духовно и физически. Нещата се усложняват, когато се появява емоционално нестабилната, бивша съпруга на художника – Мария Елена (Крус), към която той все още има чувства.

## В ролите
| Актьор              | Роля         |
| ------------------- | ------------ |
| Хавиер Бардем       | Хуан Антонио |
| Скарлет Йохансон    | Кристина     |
| Пенелопе Крус       | Мария Елена  |
| Ребека Хол          | Вики         |
| Крис Месина         | Дъг          |
| Патриша Кларксън    | Джуди Наш    |
| Кевин Дън           | Марк Наш     |
| Кристофър Еван Уелч | разказвач    |

## Награди и Номинации
Филмът печели наградата „Златен глобус“ за най-добър филм в категория „комедия или мюзикъл“. Актрисата Пенелопе Крус е удостоена с награда „Оскар“ в категория „най-добра поддържаща актриса“ за изпълнението като Мария Елена.